# Arakawa Toyozō
Arakawa Toyozō (japanisch 荒川 豊藏; geboren 21. März 1894 in Tajimi (Präfektur Gifu); gestorben 11. August 1985) war ein japanischer Töpfer.

## Leben und Wirken
Arakawa Toyozō begann in Kyōto Malerei zu studieren, entschloss sich aber 1922 unter Miyanaga Tōzan (宮永 東山; 1868–1941) das Keramikhandwerk zu erlernen. 1930 wurde Arakawa Mitarbeiter von Kitaōji Rosanjin an dessen Hoshigaoka-Brennofen (星岡 窯). Im selben Jahr fand Arakawa die Überreste des Mutabora-Brennofen (牟田洞 窯), dem größten der Brennöfen für Shino-Keramik (志野焼) in der Nähe von Ōkaya (大萱) im Landkreis Kani (可児郡) in der Präfektur Gifu. Es wurden dann auch weitere Shino-Brennöfen, Brennöfen für Seto-(瀬戸)- und Oribe-Keramik (織部焼) entdeckt. Das regte Arakawa an, sich mit dem Stil und den Techniken dieser traditionellen Keramiken zu befassen.
So errichtete Arakawa einen Brennofen direkt auf den Resten des Mutabora-Brennofens und begann mit der Herstellung von Wasserbehältern für die Tee-Zeremonie, mit Teeschalen und anderen Produkten mit der für Shino-Keramik typischen dicken, durchscheinend weißen Glasur mit eisenfarbenen Dekorationen. Er war damit so erfolgreich, dass er 1955 als „Lebender Nationalschatz“ eingestuft und 1971 als Person mit besonderen kulturellen Verdiensten geehrt und im selben Jahr mit dem Kulturorden ausgezeichnet wurde.